# 백경희
백경희(1956년~)은 대한민국의 생명과학자로 고려대학교 생명과학부 교수이다.

## 수상내역
- 2006 한국 로레알-유네스코 여성과학자상 수상
- 2003 제39회 과학의 날 과학기술훈장 도약장 수상